# Antoine Fel
Antoine Fel (1694 - 27 juni 1771) was een Franse zanger, organist en componist.
Fel was de zoon van organist Henri Fel en de oudere broer van de beroemde sopraan Marie Fel.
Hij was als zanger een basse-taille (tussen bariton en bas) en was lid van de Académie royale de musique en van het Concert spirituel. In 1731-32 was hij organist van de kathedraal van Rennes. In 1749-50 verschenen in twee delen zijn Airs et duo tendres et bacchiques, een verzameling korte cantates.